# ERF Chor
ERF Chor (früher: ERF Studiochor, auch Studiochor des Evangeliums-Rundfunks) war der Chor der  ERF Medien.

## Geschichte
Der ERF Chor wurde 1978 vom  Musikreferenten des Evangeliums-Rundfunks (heute ERF Medien), dem schwedischen Musiker Nils Kjellström, als Studiochor des Senders gegründet, um die Musikbibliothek mit eigenen Aufnahmen zu erweitern. Etwa ein Jahr später begann Johannes Nitsch, der aufgrund des beruflichen Wechsels Kjellströms zu seinem eigenen Plattenlabel Blue Rose die Leitung der Musikabteilung im ERF übernahm, intensiv das Konzept des Studiochores zu nutzen, um musikalische Engpässe zu umgehen. So spielte der Chor im Laufe der Jahre über 500 Titel ein.
1980 übernahm Gerhard Schnitter die Leitung des ERF Studiochores. Unter seinem Dirigat begann der Chor erstmals auch außerhalb des Rundfunkbetriebs zu arbeiten. 1982 erschien die erste Langspielplatte, ein Konzeptalbum um Martin Luther, unter dem Titel Verleih uns Frieden gnädiglich: Martin Luther als Dichter und Sänger bei Schulte & Gerth. Auch begann der Chor  eine Livepräsenz mit Konzerten aufzubauen. In den folgenden 15 Jahren entstanden zahlreiche CDs von Liedsammlungen über Konzeptprojekte bis hin zu Musical-Einspielungen. Die Konzertreisen erstreckten sich schließlich nicht nur bundesweit, sondern der Chor bereiste auf seinen internationalen Tourneen mehrmals die USA, aber auch Frankreich, Südtirol und im August 1989  die  UdSSR.
Als Gerhard Schnitter 1995 als Musiklektor zum Hänssler-Verlag wechselte, betreute erneut Johannes Nitsch den ERF Studiochor, bis 1997 die Musikpädagogin Annette Rautenberg die Chorleitung übernahm. Sie dirigierte den Chor elf Jahre lang. 2009 übernahm Mirjam Langenbach die Leitung. Unter ihrer Leitung änderte der Chor seinen Namen von ERF Studiochor zu ERF Chor, um den veränderten Schwerpunkt der Chorarbeit herauszukristallisieren, die vom Studio weg in die Konzerttätigkeit sowie Gottesdienstgestaltung führte. Ab Anfang 2013 stand der ERF Chor unter der gemeinsamen Leitung von Udo Müller (Dirigent) und Rainer Buß (Tasteninstrumente). Das Hauptanliegen des Chores bestand bis zur Auflösung 2023 in Öffentlichkeitsarbeit sowie finanzieller Unterstützung der ERF Medien.

## Diskografie

### Konzeptalben
| Jahr | Titel                                                                         | Mitwirkende Gäste | Label                      | Leitung            | Anmerkung                                         |
| ---- | ----------------------------------------------------------------------------- | --- | -------------------------- | ------------------ | ------------------------------------------------- |
| 1982 | Verleih uns Frieden gnädiglich Martin Luther als Dichter und Sänger           | Hannelore Finkbeiner (Sopran); Wolfgang Isenhardt (Tenor); Wilhelm Pommerien (Bass)                                                                       | Schulte & Gerth            | Gerhard Schnitter  |                                                   |
| 1983 | Du bist unsre Zuversicht Lieder von Gerhard Schnitter                         | Aleksandra Sudzilovskij (Sopran); Yukio Imanaka (Bariton)                                                                                                 | Hänssler Music             | Gerhard Schnitter  |                                                   |
| 1984 | Entdeckungen Lieder von Peter Strauch                                         | Heike Barth (Sopran); Helmuth Reese (Bariton) | Hänssler Music             | Gerhard Schnitter  |                                                   |
| 1986 | Dein Wort, mein Lied Vertonte Bibelworte                                      | Aleksandra Sudzilovskij (Sopran); Andreas Wenzel (Tenor)                                                                                                  | ERF-Verlag                 | Gerhard Schnitter  | Veröffentlichung ausschließlich auf Musikkassette |
| 1987 | Durch alle Zeiten Jugendlieder                                                | Edmundo Lemaitre | ERF-Verlag                 | Gerhard Schnitter  | Erste CD-Veröffentlichung                         |
| 1988 | Die Weihnachtsfreude Alte und neue Weihnachtslieder in alten und neuen Sätzen | Hannelore Finkbeiner (Sopran); Eike Rathjen (Alt); Joachim Duske (Tenor); Eddie Gauntt (Bariton); Yukio Imanaka (Bariton) und das Studioorchester des ERF | ERF-Verlag                 | Gerhard Schnitter  |                                                   |
| 1990 | Käte-Walter-Lieder                                                            | Hannelore Finkbeiner (Sopran); Eike Tiedemann-Rathjen (Alt); Joachim Duske (Tenor)                                                                        | ERF-Verlag                 | Gerhard Schnitter  |                                                   |
| 1991 | Wunschlieder                                                                  | Hannelore Finkbeiner (Sopran); James Doing (Tenor) | ERF-Verlag                 | Gerhard Schnitter  |                                                   |
| 1993 | Paul-Gerhardt-Lieder                                                          | Hannelore Finkbeiner (Sopran); Eike Tiedemann-Rathjen (Alt); Matthias Köhler (Tenor); Eddie Gauntt (Bariton); Richard Ewert (Bass)                        | ERF-Verlag                 | Gerhard Schnitter  |                                                   |
| 199? | Kommt, singt mit Freuden Mosaik-Lieder der Jesus-Bruderschaft Gnadenthal      | Hannelore Finkbeiner (Sopran); Eike Tiedemann-Rathjen (Alt); Matthias Köhler (Tenor); Eddie Gauntt (Bariton); Richard Ewert (Bass)                        | ERF-Verlag                 | Gerhard Schnitter  |                                                   |
| 1994 | Wunschlieder 2                                                                | Hannelore Finkbeiner (Sopran); James Doing (Tenor) | ERF-Verlag                 | Gerhard Schnitter  |                                                   |
| 1994 | Beliebte Choräle                                                              | Joachim Duske (Tenor) | ERF-Verlag                 | Gerhard Schnitter  |                                                   |
| 199? | Abendlieder                                                                   | Matthias Mäder; James Doing | ERF-Verlag                 | Gerhard Schnitter  |                                                   |
| 1995 | Jetzt bitte … mitsingen                                                       | Matthias Mäder | ERF-Verlag; Hänssler Music | Gerhard Schnitter  |                                                   |
| 1995 | Singing Around The World ERF Choir Tour                                       | Heidi Bieber; Edmundo Lemaitre | ERF-Verlag                 | Gerhard Schnitter  |                                                   |
| 1998 | Morgenlieder                                                                  | | ERF-Verlag                 | Annette Rautenberg |                                                   |
| 1999 | Eine Handbreit neben mir                                                      | Andrea Adams-Frey; Cae Gauntt; Manfred Siebald; Matthias Mäder                                                                                            | ERF-Verlag                 | Annette Rautenberg |                                                   |
| 2001 | Wohin sonst                                                                   | Hauke Hartmann | ERF-Verlag                 | Annette Rautenberg |                                                   |
| 2003 | Klare Worte Neue Lieder zur Bibel von Jörg Streng                             | Carola Laux; Christoph Zehendner | ERF-Verlag; Hänssler Music | Annette Rautenberg |                                                   |
| 2004 | Mehr als Brot – Lieder zum Leben                                              | Lars Peter; Thomas Bräuer; Marlen Manderbach | ERF-Verlag                 | Annette Rautenberg |                                                   |
| 2009 | Morgenstern Weihnachten mit dem ERF Chor und Eckart zur Nieden                | Eckart zur Nieden (Sprecher) | ERF-Verlag                 | Mirjam Langenbach  |                                                   |

### Kollaborationsprojekte
| Jahr | Titel                                                     | Mitwirkende Interpreten                                                                  | Label                      | Chorleitung       |
| ---- | --------------------------------------------------------- | ---------------------------------------------------------------------------------------- | -------------------------- | ----------------- |
| 1990 | Adam & Co Ein Musical von Gerhard Schnitter               | Edmundo Lemaitre; Matthias Mäder; Christine Plößer; ERF Studiochor                       | ERF-Verlag                 | Gerhard Schnitter |
| 1990 | Ein Stern geht auf Weihnachtslieder für die ganze Familie | Christine Plößer; Leuner Kinderchor; ERF Studiochor                                      | ERF-Verlag                 | Gerhard Schnitter |
| 1996 | Licht im Dunkel Weihnachts(p)o(p)ratorium                 | Heidi Bieber; Michael Fajgel; Hauke Hartmann; Andreas Volz; Time To Sing; ERF Studiochor | ERF-Verlag; Hänssler Music | Gerhard Schnitter |
| 1997 | Das Finale Ein Musical von Gerhard Schnitter              | Heiko Bräuning; Stefan Dornbusch; Barbara Schoeppe; Time To Sing; ERF Studiochor         | Hänssler Music             | Gerhard Schnitter |

### Rundfunkaufnahmen
Folgende Liste führt Produktionen mit initial für den Rundfunk produzierte Musikaufnahmen und Livemitschnitte aus dem Sendeprogramm desselben vom ERF Studiochor, die nachträglich auf Tonträgern veröffentlicht wurden.
| Jahr | Titel | Label      | Chorleitung                        |
| ---- | --- | ---------- | ---------------------------------- |
| 198? | Die Liedertruhe                                                                                             | ERF-Verlag | Johannes Nitsch; Gerhard Schnitter |
| 1982 | Freude am Singen Lieder aus den Sendungen des ERF zum Mitsingen 1981 vorgestellt von Gerhard Schnitter      | ERF-Verlag | Gerhard Schnitter                  |
| 1983 | Freude am Singen 2 Lieder aus den Sendungen des ERF zum Mitsingen 1982 vorgestellt von Gerhard Schnitter    | ERF-Verlag | Gerhard Schnitter                  |
| 1984 | Freude am Singen 3 Lieder aus den Sendungen des ERF zum Mitsingen 1983 vorgestellt von Gerhard Schnitter    | ERF-Verlag | Gerhard Schnitter                  |
| 1985 | Freude am Singen 4 Lieder aus den Sendungen des ERF zum Mitsingen vorgestellt von Gerhard Schnitter         | ERF-Verlag | Gerhard Schnitter                  |
| 1986 | Freude am Singen 5 Lieder aus den Sendungen des ERF zum Mitsingen vorgestellt von Gerhard Schnitter         | ERF-Verlag | Gerhard Schnitter                  |
| 1987 | Freude am Singen 6 Lieder aus den Sendungen des ERF zum Mitsingen vorgestellt von Gerhard Schnitter         | ERF-Verlag | Gerhard Schnitter                  |
| 1988 | Freude am Singen 7 Lieder aus den Sendungen des ERF zum Mitsingen vorgestellt von Gerhard Schnitter         | ERF-Verlag | Gerhard Schnitter                  |
| 1989 | Freude am Singen 8 Lieder aus den Sendungen des ERF zum Mitsingen vorgestellt von Gerhard Schnitter         | ERF-Verlag | Gerhard Schnitter                  |
| 1995 | Auslese Aus Freude am Singen                                                                                | ERF-Verlag | Gerhard Schnitter                  |
| 1995 | Auslese 2 Aus Freude am Singen                                                                              | ERF-Verlag | Gerhard Schnitter                  |
| 1998 | Auslese 3 Aus Freude am Singen                                                                              | ERF-Verlag | Gerhard Schnitter                  |
| 1998 | Auslese 3 Aus Freude am Singen                                                                              | ERF-Verlag | Gerhard Schnitter                  |
| 1999 | Gott wie groß ist deine Güte Lieder aus vier Jahrhunderten Christenheit und vier Jahrzehnten ERF-Tonstudios | ERF-Verlag | Johannes Nitsch; Gerhard Schnitter |
| 2000 | Freu dich, Erd und Sternenzelt Solo-, Chor- und Instrumentalmusik zu Weihnachten                            | ERF-Verlag | Johannes Nitsch; Gerhard Schnitter |

### Gastauftritte
| Jahr | Titel              | Hauptinterpret | Label          | Chorleitung       |
| ---- | ------------------ | -------------- | -------------- | ----------------- |
| 1986 | Ja zu Gottes Wegen | Yukio Imanaka  | Hänssler Music | Gerhard Schnitter |

### Zusammenstellung
| Jahr | Titel                                                 | Label      | Chorleitung                           |
| ---- | ----------------------------------------------------- | ---------- | ------------------------------------- |
| 2003 | Ich verdanke dir soviel Stationen des ERF Studiochors | ERF-Verlag | Gerhard Schnitter; Annette Rautenberg |